# Podabrus kashiensis
Podabrus kashiensis là một loài bọ cánh cứng trong họ Cantharidae. Loài này được Takahashi miêu tả khoa học năm 2002.